# Deilephila scheidenbaueri
Deilephila scheidenbaueri är en fjärilsart som beskrevs av Gschwandner. 1924. Deilephila scheidenbaueri ingår i släktet Deilephila och familjen svärmare. Inga underarter finns listade i Catalogue of Life.